# Calopiidae
Calopiidae is een familie van weekdieren uit de klasse van de Gastropoda (slakken).

## Geslacht
- Calopia Ponder, 1999